# The Gray Ghost (serie televisiva)
The Gray Ghost  è una serie televisiva western statunitense in 39 episodi trasmessi per la prima volta nel corso di una sola stagione dal 1957 al 1958.

## Trama
The Gray Ghost porta in scena la vera storia del maggiore John Singleton Mosby, un ufficiale dell'esercito confederato in Virginia, la cui astuzia e furtività durante la guerra di secessione americana gli valse il soprannome di Gray Ghost ("fantasma grigio"). Altri personaggi sono il sergente Myles Magruder, e il generale Jeb Stuart. I confederati devono contrattaccare le mosse dell'Unione, che non disdegna l'invio di spie e l'attuazione di agguati.

## Personaggi
- maggiore John Singleton Mosby (39 episodi, 1957-1958), interpretato da	Tod Andrews.
- sergente Myles Magruder (39 episodi, 1957-1958), interpretato da	Phil Chambers.
- generale Jeb Stuart (7 episodi, 1957-1958), interpretato da	Sherwood Price.
- Braddock (2 episodi, 1957-1958), interpretato da	Donald Foster.
- Ansonia (2 episodi, 1957-1958), interpretata da	Jean Willes.
- generale (2 episodi, 1957), interpretato da	Ralph Clanton.
- Ned (2 episodi, 1957), interpretato da	Dickie Jones.
- Mueller (2 episodi, 1957), interpretato da	Otto Waldis.

## Guest star
- Peter Breck (The Deserter)
- Richard Beymer (An Eye for an Eye)
- Harry Carey, Jr. (The Picnic)
- Russ Conway (Judith)
- Dennis Cross (Sealed Orders)
- Francis De Sales (Charity)
- Angie Dickinson (Point of Honor)
- Ann Doran (Charity)
- Anthony Eisley (The Trial)
- Ross Elliott (The Rivals)
- Dabbs Greer (Rebel Christmas)
- Kevin Hagen (The Missing Colonel)
- Ron Hagerthy (A Problem of Command)
- Richard Jaeckel (The Manhunt)
- Sammy Jackson (Resurrection)
- Charles Lane (Secret and Urgent)
- Ruta Lee (Contraband)
- Tyler MacDuff (The Gallant Foe)
- Strother Martin (Reconnaissance Mission)
- Denver Pyle (Resurrection)
- William Schallert (Russell of 'The Times')
- Liam Sullivan (Point of Honor)
- Gloria Talbott (Sealed Orders)

## Produzione
La serie fu prodotta da Lindsley Parsons Picture Corporation e CBS Films. Virgil Carrington Jones, un esperto di Mosby, fu consulente storico per alcuni episodi. Gray Ghost fu cancellato dopo una sola stagione di 39 episodi di mezz'ora. Tra i registi della serie è accreditato Hollingsworth Morse	(3 episodi, 1957).

## Distribuzione
La serie fu trasmessa negli Stati Uniti dal 1957 al 1958 in syndication.

## Episodi
| Stagione       | Episodi | Prima TV originale |
| -------------- | ------- | ------------------ |
| Prima stagione | 39      | 1957-1958          |